# Piz Paradisin
Piz Paradisin (3302 m n.p.m.) – szczyt w Alpi di Livigno, części Alp Retyckich. Leży na granicy między Włochami (Lombardia) a Szwajcarią (Gryzonia). Południowo-zachodnie zbocza szczytu przykrywa lodowiec Vedreit da Camp.